# Rock of Ages (singel)
Rock of Ages – piosenka zespołu Def Leppard, wydana w 1983 roku jako singel promujący album Pyromania.

## Powstanie
Po stworzeniu muzyki zespół miał problem z wymyśleniem tekstu. Pewnego dnia Joe Elliott znalazł w studiu pozostawioną przez grupę studiującą Biblię książkę. Książką ta była otwarta na stronie z hymnem „Skało zbawcza” (Rock of Ages) Augustusa Toplady. Elliott zaczął następnie śpiewać te słowa, a producent Robert John Lange podchwycił ten pomysł. Słowa „Rock of Ages” zostały użyte jako tytuł, co stanowiło punkt wyjścia do reszty tekstu.
Elliott w wywiadzie dla magazynu „Kaos 2000” powiedział, że tworząc utwór zespół inspirował się „I Love Rock ’n’ Roll” w wykonaniu Joan Jett, szczególnie uwzględniając styl i przebojowość tej piosenki. Jednakże struktura „Rock of Ages” różni się od „I Love Rock ’n’ Roll”.
W procesie tworzenia piosenki z zespołem współpracował Thomas Dolby.

## Charakterystyka
Piosenka została napisana, aby wykorzystywać ją na koncertach. Charakteryzuje się brakiem gitar w zwrotkach (co miało służyć wzmocnieniu wokalu) oraz ich wzmocnieniem w refrenie. Rozpoczyna się od głosu mówiącego „Gunter Glieben Glauten Globen”. Słowa te nic nie oznaczały, a ich autorem był Lange, który był zmęczony odliczaniem w stylu „1, 2, 3, 4”. Początkowe wersy piosenki (I've got something to say / It's better to burn out than fade away!) są częścią refrenu „Hey Hey, My My (Into the Black)” Neila Younga z 1979 roku.

## Teledysk
Do piosenki zrealizowano klip w reżyserii Davida Malleta. Sceny były kręcone w Battersea 8 grudnia 1982 roku.
W początkowych scenach pojawia się mnich grający w szachy – tę postać zagrał menedżer zespołu, Peter Mensch. Na początku klipu, w momencie wypowiadania przez Elliotta słów „all right”, występuje również sowa, co było wymysłem Malleta motywowanym tym, że angielskie słowa all i owl (sowa) brzmią podobnie. W późniejszej części teledysku m.in. Elliott spaceruje po zwodzonym moście, trzymając miecz.
Premiera teledysku miała miejsce 20 kwietnia 1983 roku na kanale MTV.

## Odbiór
Piosenka zajęła m.in. pierwsze miejsce na liście Mainstream Rock. Był to największy przebój z albumu Pyromania w Wielkiej Brytanii oraz jedna z dwóch piosenek z tegoż albumu, która dostała się do pierwszej dwudziestki listy Hot 100.
| Lista             | Pozycja | Źródło |
| ----------------- | ------- | ------ |
| Kanada            | 24      | [ 5 ]  |
| Stany Zjednoczone | 16      | [ 1 ]  |
| Wielka Brytania   | 41      | [ 1 ]  |

## Wykonawcy
- Joe Elliott – wokal
- Rick Savage – gitara basowa
- Phil Collen – gitary
- Steve Clark – gitary
- Pete Willis – gitary
- Rick Allen – perkusja

## Covery i wykorzystanie
Piosenka była coverowana m.in. przez Kelly'ego Hansena (2000) i The Mentors (2007), a także kilkukrotnie samplowana. Początkowe słowa piosenki wykorzystał zespół The Offspring w piosence „Pretty Fly (for a White Guy)”.